# Мутьє (футбольний клуб)
Футбольний клуб Мутьє (фр. Football Club Moutier) — швейцарський футбольний клуб з міста Мутьє. Клуб засновано 1 червня 1921 року.

## Історія
Найкращий результат клуб це вихід до Національної ліги А в сезоні 1966/67. Це єдиний виступ ФК «Мутьє» на найвищому рівні. 
Найбільш відомим гравцем команди є югославський футболіст, а згодом хорватський футбольний тренер Мирослав Блажевич. 
З 1968 року виступає в нижчих дивізіонах чемпіонату Швейцарії.

### Хронологія виступів
- 1949-1966 : другий дивізіон
- 1966-1967 : НЛА
- 1967-1968 : другий дивізіон